# Celsa Barja
Celsa Barja Rodríguez (n. O Pereiro, La Mezquita, (Orense); 29 de agosto de 1966) es una escritora, editora, ensayista, poeta gallega,  en idioma gallego y  en español. En 1996, obtuvo su licenciatura en Psicología, en el INGABAD de Orense

## Trayectoria
Desarrolla sus actividades artísticas en la ciudad de Orense.
Dice de sí misma: 

Aprendiz de xuntaletras e faladora de silencios...

## Obra en gallego

### Poesía
- Espindo un bico, 2010
- La flor y su herida
- Con unas letras
- A fervenza das poetas[7]
- Entre voces[8]

## Obra en español

### Poesía
- Con unas letras
- Algo de mí
- La flor y la herida
- Fiat lux[9]
- Sucede que ... [10]
- Tango[11]

### Narrativa
- Volver a casa[12]
- Entre tú y yo, relatos cortos
- Mea culpa, novela erótica
- Etiam peccata[13]
- Inmanente trinidad
- Orfandad inmemorial
- Cenicienta[14]

## Honores
- Primer premio de microrrelatos en https://web.archive.org/web/20110511222424/http://lasorianita24.blogspot.com/, diciembre de 2009